# Кедський муніципалітет
Ке́дський муніципаліте́т (груз. ქედის მუნიციპალიტეტი) — муніципалітет у складі автономної республіки Аджарія, Грузія. Адміністративний центр — даба (смт) Кеда.

## Населення
Станом на 1 січня 2016 року чисельність населення муніципалітету склала 16 900 мешканців.
| 1989     | 2002     | 2014     | 2016     |
| -------- | -------- | -------- | -------- |
| → 19 928 | ↗ 20 144 | ↘ 16 760 | ↗ 16 900 |

### Етнічний склад населення
За переписом 2014 року етнічний склад населення є таким:
| Грузини | Росіяни | Українці | Абхази | Вірмени |
| ------- | ------- | -------- | ------ | ------- |
| 99,92 % | 0,03 %  | 0,02 %   | 0,01 % | 0,01 %  |